# Metamaterial plasmónico
Un metamaterial plasmónico es un metamaterial que explota los plasmones de superficie para lograr propiedades ópticas que no se ve en la naturaleza. Los plasmones son producidos a partir de la interacción de la luz con materiales metal-dieléctricos. En condiciones específicas, la luz incidente se acopla con los plasmones de la superficie para crear ondas electromagnéticas de propagación autosostenibles, conocidas como polaritones plasmonónicos de superficie (SPP). Una vez puesto en marcha, los SPPs ondulan a lo largo de la interfase metal-dieléctrico. En comparación con la luz incidente, los SPP pueden ser mucho más cortos en longitud de onda. 
Las propiedades que se derivan de la estructura única de los materiales compuestos metal-dieléctricos, con la característica de una longitud de onda más corta que la de la luz separada por distancias de sublongitud de onda. La luz que golpea sobre un metamaterial así, se transforma en polaritones plasmónicos superficiales, que son más cortos en longitud de onda que la luz incidente.